# Baiazid ibn Uways
Shaikh Bayazid ibn Uways Jalayir fou un príncep jalayírida fill d'Uways ibn Hasan (Uways I), proclamat sultà a Sultaniya del 1282 al 1284.
En vida del seu pare fou empresonat però alliberat a la seva mort, quan va pujar al poder el seu germà Husayn, que el va associar al poder si bé amb poc poder.
El 1282, els germans Ahmad i Baiazid preparaven una revolta contra Husayn. El primer que va actuar fou Ahmad que es va dirigir a Ardabil on va reunir forces. Baiazid va fugir de Tabriz i es va retirar a Rayy, de la que es va apoderar. L'amir Adil Agha va marxar a Rayy i va assetjar a Baiazid però davant la resistència, Husayn li va enviar tropes de reforç, desguarnint Tabriz. Llavors Adil Agha va retirar el seu suport a Husayn i es va entendre amb Baiazid per la seva proclamació com a sultà que es va produir a Sultaniya (la residència d'Adil Agha), però Ahmad pel seu costat també volia el poder.
Aleshores Ahmad, per sorpresa, va avançar des d'Ardabil i va ocupar Tabriz matant a Husayn (primavera del 1382). Per assegurar la seva posició contra Adil i Baiazid d'un costat i contra Ali i Pir Ali Badak de l'altra, Ahmad va demanar ajut als Kara Koyunlu. Shaykh Ali i Pir Baduk (que dominaven Iraq) van sortir de Bagdad en direcció a Tabriz a l'Azerbaidjan. Ahmad els va sortir al encontre i la batalla es va lliurar al Huft Rud (Set Rius). L'ala esquerra del sulta Ahmad anava manada per l'amir Omar Kipchak que va fer defecció i es va unir a Shaykh Ali. Ahmad va abandonar el camp de batalla i per la ruta de Khoy va fugir cap a Naxçıvan on es va trobar amb el seu aliat Kara Muhammad dels Kara Koyunlu que estava disposat a donar-li suport i el qual, amb cinc mil homes, va marxar contra l'exèrcit de Shaykh Ali i Pir Badak als que va derrotar, morint els dos caps en el combat; els kara koyunlu van obtenir un botí considerable que es van emportar a les seves tendes (yuruts).
Baiazid i Ahmad van buscar un pacte entre ells i es va arribar a un acord pel qual Baiazid rebria les possessions jalayírides a l'Iraq Adjemí i Ahmad rebria l'Azerbaidjan, mentre que l'Iraq Arabí seria repartit entre els dos; finalment però l'acord no es va poder implementar i Ahmad va ocupar Bagdad.
A finals del 1382 va arribar a la cort del muzaffàrida Shah Shuja un ambaixador procedent de Bagdad, que en nom de Ahmad ibn Uways es queixava de que Sariq Adil Agha, que havia col·locat en el tron a Sultaniya a Baiazid Ibn Uways, germà petit d'Ahmad, provocava la guerra civil entre els germans. Shah Shuja va atendre lapetició del ambaixador i va prometre marxar a Sultaniya amb un exèrcit.
Shah Shuja va sortir de Siraz cap a Sultaniya (1383) acompanyat del seu fill Sultan Shibli, que generalment el seguia dos o tres etapes al darrere. A Bauda va intentar revisar l'exèrcit abans que el seu pare i alguns caps en van informar a Shah Shuja exagerant l'actitud del príncep i alertant de que semblava que tenia intencions rebels i que podria estar aliat a Amir Muzaffar al-Din Salghar-shah Rashidi. Shah Shuja es va alarmar i el maig del 1383 va arrestar als dos homes i els va empresonar al príncep Shibli al castell d'Iglid i a Salghar-shah a la ciutadella. Un dia que Shah Shuja estava begut se li va ocórrer ordenar a Amir Ramadan Akhtaji i Khwaja Jawhar-i-Kuchak d'anar al castell i cegar al príncep; l'endemà Shah Shuja es va penedir i va enviar un missatge per revocar l'ordre, però el missatger va fer tard. Aquesta cruel acció, a més, li va portar mala sort, ja que diversos parents van morir en aquelles dates. Shah Shuja va avançar cap a Sultaniya i quan va arribar a Qazwin, el sultà Baiazid i Sariq Adil van sortir al seu encontre i el van rebre amablement. El porta estendard Amir Ya qub-shah, fou enviat al sultà Ahmad ibn Uways i la pau es va concloure entre els dos germans. Shah Shuja va eliminar Sariq Adil del seu lloc (i el va agafar al seu servei), i va tornar a Shiraz. Ahmad, mercés a aquesta ajuda i el suport dels Kara Koyunlu, va poder entrar a Sultaniya. Baiazid fou confirmat en la possessió de l'Iraq Adjemí.
El 9 d'octubre de 1384 va morir Shah Shuja i el va succeir el seu fill Zayn al-Abidin. Però el príncep Shah Yahya d'Esfahan aspirava també a la successió i no va tardar en atacar Shiraz. Sultan Baiazid de Sultaniya i Qazwin va abandonar la fidelitat als muzaffàrides de Shiraz i es va aliar a Shah Yahya. No obstant no hi va arribar a haver xoc entre l'exèrcit d'Esfahan i el de Shiraz i una mena d'acord entre les dues parts es va establir. Això va disgustar a la noblesa d'Esfahan que va enderrocar a Shah Yahya que va haver de fugir a Yadz amb la seva guàrdia. Sultan Baiazid va abandonar Sultaniya i Qazwin (que va entregar al seu germà Ahmad, primavera del 1385) i es va dirigir al Luristan. Zayn al-Abidin va nomenar aleshores pel govern d'Esfahan al germà de la seva mare, Amir Muzaffar-i-Kashi.
El 1386/1387 Sultan Baiazid després de més d'un any al Luristan, va abandonar aquesta regió cap a Kirman, enviant a Khwaja Taj al-Din Salmani al davant per anunciar la seva arribada. Ahmad de Kirman va enviar al seu servidor (farrash) Mihtar Hasan per trobar-lo i preparar allotjament i provisions per la seva comitiva. Sultan Bayazid es va aturar a Shahr-i-Babak, on els seus indisciplinats i enfadats soldats van començar a fer saquejos. Això va enfurismar a Ahmad que en resposta va prohibir a Baiazid entrar a Kirman, per lo que va tornar enrere cap a Yadz on es va reunir amb Shah Yahya. Baiazit i els seus homes van portar una vida errant i el príncep finalment va decidir marxar a l'Índia a buscar fortuna allí.
Fou justament llavors quan va saber que Tamerlà havia redistribuït el regne muzaffàrida i va decidir restar; es va traslladar al Garmsir on va obtenir el suport de la tribu awghani. Ahmad, el príncep de Kirman, es va molestar molt amb aquestes notícies; el país estava en desordre, l'exèrcit dispersat (una part dels soldats fins i tot s'havia posat al servei de Baiazid) però no va dubtar a marxar contra Baiazid al que va derrotar i va fer presoner, però al que va tractar correctament i el va acabar perdonant però en canvi als que l'havien traït els va fer matar i va enviar els seus caps amb Kirman amb la proclamació de la seva victòria. Poc després Ahmad tornava a Kirman acompanyat del seu germà de nom igualment Sultan Baiazid.
De la ciutat de Kirman el príncep Ahmad es va dirigir a Sirjan en una expedició de cacera enviant al seu germà Sultan Baiazid (Sultan Baiazid ibn Mubariz al-Din Muhammad) a Manujan (o Manugan) per interessar-se pels impostos del regne d'Ormuz. Ahmad va tornar a Kirman on també va tornar Baiazid que ja havia complert l'encarrec i havia obtingut la submissió de Manujan i el pagament del tribut (vers 1387).
Es la darrera vegada que un Sultan Baiazid és esmentat, per lo que cal suposar que va Sultan Baiazid ibn Uways va morir per aquest temps; Sultan Baiazid ibn Mubariz al-Din Muhammad no va viure més enllà del 1393 quan Tamerlà va fer matar tots els prínceps del llinatge.